# Polyplocotes carinaticeps
Polyplocotes carinaticeps là một loài bọ cánh cứng trong họ Ptinidae. Loài này được Lea miêu tả khoa học năm 1919.